# La Palma, Córdoba
La Palma är en ort i Mexiko.   Den ligger i kommunen Córdoba och delstaten Veracruz, i den sydöstra delen av landet, 230 km öster om huvudstaden Mexico City. La Palma ligger 1 094 meter över havet och antalet invånare är 626.
Terrängen runt La Palma är huvudsakligen kuperad, men den allra närmaste omgivningen är platt. Runt La Palma är det tätbefolkat, med 550 invånare per kvadratkilometer. Närmaste större samhälle är Córdoba, 8,8 km sydost om La Palma. Trakten runt La Palma består till största delen av jordbruksmark.